# Coccus litzeae
Coccus litzeae är en insektsart som beskrevs av Rutherford 1915. Coccus litzeae ingår i släktet Coccus och familjen skålsköldlöss.
Artens utbredningsområde är Sri Lanka. Inga underarter finns listade i Catalogue of Life.